# Morion (hełm)
Morion (hiszp. morrión) – hełm typu otwartego rozpowszechniony w Europie zachodniej na przełomie XVI - XVII wieku. Wywodzi się ze średniowiecznego kapalinu. Używany głównie przez piechotę (w Polsce przez piechotę obcego autoramentu). Współcześnie używany przez Gwardię Szwajcarską. 
Wyróżnia się dwa typy morionów:
- Morion łódkowy – charakteryzował się zaokrąglonym dzwonem oraz przebiegającym przez całą jego długość wydatnym grzebieniem. Dzwon otoczony był charakterystycznym spadzistym rondem które z przodu i z tyłu było mocno zadarte w górę (tworząc kształt łódki)[1].
- Morion gruszkowy – wywodził się bezpośrednio z hiszpańskiej odmiany kapalinu – cabasete. W porównaniu z morionem łódkowym, miał znacznie wyższy szpiczasty dzwon. Pozbawiony był grzebienia zamiast niego posiadając tzw. „szysz” (ostrą wypustkę na szczycie dzwonu skierowaną w dół)[1].